# هلبة الكبريت المرنة
هلبة الكبريت المرنة (الاسم العلمي:Thiothrix flexilis) هي نوع من البكتيريا تتبع جنس هلبة الكبريت من فصيلة هلبات الكبريت.